# George Carlin
George Denis Patrick Carlin (Nova Iorque, 12 de maio de 1937 — Santa Mônica, 22 de junho de 2008) foi um humorista, comediante de stand-up, ator e autor americano, vencedor de cinco Grammys. Conhecido pelo seu humor negro, assim como seus pensamentos sobre política, psicologia ou religião, ganhou proeminência com as suas reflexões, tocando em tópicos tabu num estilo conversacional. É amplamente considerado um dos mais importantes e influentes comediantes da história.
Pioneiro no humor de crítica social, junto com Lenny Bruce, seu mais 
polêmico monólogo de stand-up comedy era intitulado Seven Dirty Words ("Sete Palavras Feias"), o que lhe causou vários problemas durante os anos 1970, resultando em sua prisão nas inúmeras vezes que levou o texto ao palco.
Carlin era conhecido pelo seu humor negro, assim como seus pensamentos sobre política, língua inglesa, psicologia, religião e vários temas tabus. Em 1978, Carlin e seu monólogo Seven Dirty Words foram o foco da Suprema Corte dos Estados Unidos no caso Federal Communications Commission v. Pacifica Foundation, na qual os jurados confirmaram o poder do governo de regular material indecente no rádio e televisão, uma decisão obtida com 5x4 dos votos.
Nas décadas de 1990 e 2000, os monólogos de Carlin focaram em críticas socioculturais da sociedade moderna americana. Carlin muitas vezes comentou sobre problemas políticos contemporâneos dos Estados Unidos e satirizava os excessos da cultura americana. Seu último especial da HBO, It's Bad for Ya, foi filmado menos de quatro meses antes de sua morte.
Em 2004, Carlin alcançou a segunda colocação da lista da Comedy Central dos 100 maiores comediantes de stand-up de todos os tempos, à frente de Lenny Bruce e atrás de Richard Pryor. Ele se apresentava frequentemente e foi apresentador convidado do The Tonight Show durante a era de três décadas de Johnny Carson, e foi o apresentador do primeiro episódio de Saturday Night Live. Em 2008, recebeu o prêmio Mark Twain Prize for American Humor.

## Primeiros anos de vida
Carlin nasceu em Manhattan, o segundo filho de Mary Beary, uma secretária, e Patrick Carlin, um gerente de propagandas nacionais do New York Sun. Carlin era descendente de irlandeses e foi criado como católico romano.
Cresceu em um bairro de Manhattan no qual afirmou, muito depois, que ele e seus amigos chamavam de "White Harlem", pois achavam que soaria melhor do que o nome verdadeiro, Morningside Heights. Carlin foi criado pela mãe, que deixou seu pai quando ele tinha dois meses de idade. Estudou na escola Corpus Christi, uma paróquia e escola católica romana de Morningside Heights. Depois de três semestres, aos 15 anos de idade, Carlin decidiu abandonar o ensino médio na Cardinal Hayes High School e frequentou por um breve período a Bishop Dubois High School, no Harlem. Carlin tinha um relacionamento complicado com sua mãe e muitas vezes fugiu de casa. Mais tarde, entrou para a Força Aérea e foi treinado como técnico em radares. Ele frequentou a Barksdale Air Force Base, em Bossier City, Louisiana.
Durante esse período, começou a trabalhar como DJ na estação de rádio KJOE, na cidade vizinha de Shreveport. Ele não terminou seu alistamento na Força Aérea. Rotulado como "aviador improdutivo" pelos seus superiores, Carlin foi exonerado em 29 de julho de 1957.

## Carreira
Em 1959, Carlin e Jack Burns começaram uma dupla de comédia, quando ambos trabalhavam para a estação de rádio KXOL, em Fort Worth, Texas. Em fevereiro de 1960, depois de apresentações de sucesso na cafeteria The Cellar, Burns e Carlin foram para a Califórnia e continuaram como dupla por dois anos, até partirem para trabalhos individuais.

### Década de 1960
Semanas após chegarem à Califórnia, em 1960, Burns e Carlin fizeram uma fita de teste e criaram "The Wright Brothers", um show matinal na estação de rádio KDAY, em Hollywood. A dupla trabalhou lá por três meses, aperfeiçoando seu material em cafeterias durante a noite. Anos depois, quando recebeu uma estrela na Calçada da Fama de Hollywood, Carlin pediu que ela fosse colocada em frente ao estúdio KDAY. Em maio de 1960, Burns e Carlin gravaram seu único álbum, Burns and Carlin at the Playboy Club Tonight, no Cosmo Alley, em Hollywood.
Na década de 1960, Carlin começou a aparecer em vários shows de televisão, especialmente The Ed Sullivan Show e The Tonight Show. Seus monólogos mais famosos eram:
- The Indian Sergeant
- Stupid disc jockeys
- Al Sleet, the "hippie-dippie weatherman"
- Jon Carson

Variações dos três primeiros monólogos apareceram no álbum de estreia de Carlin em 1967, Take Offs and Put Ons, gravado ao vivo em 1966 no The Roostertail, em Detroit, Michigan.

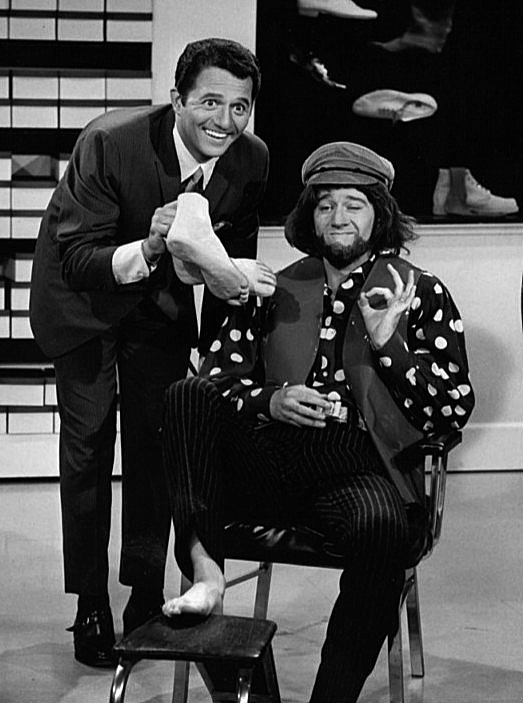
Carlin com o cantor Buddy Greco em Away We Go.

Durante esse período, Carlin ficou mais popular como frequente apresentador e anfitrião convidado do The Tonight Show, inicialmente com Jack Paar como apresentador e, mais tarde, com Johnny Carson. Carlin se tornou um dos substitutos mais frequentes de Carson durante suas três décadas como apresentador. Carlin também atuou em Away We Go, um show de comédia de 1967 que foi ao ar pela CBS. Durante o início de carreira, seu material e sua aparência, que consistia de ternos e cabelo escovinha, eram vistos como "convencionais", especialmente quando em contraste com seu material antiestablishment.
Carlin estava presente na prisão de Lenny Bruce por obscenidade. Enquanto tentava deter membros da audiência para questionamento, a polícia pediu os documentos de identificação de Carlin, que afirmou não acreditar em identidades emitidas pelo governo, o que resultou em sua prisão junto com Bruce, e ambos levados na mesma viatura.

### Década de 1970
Posteriormente, Carlin mudou suas rotinas e sua aparência. Deixou de aparecer em alguns programas de televisão por se vestir de maneira estranha para um comediante da época, vestindo jeans desbotados e com longos cabelos, barba, e brincos, numa época em que comediantes bem vestidos eram a norma. Usando sua própria persona como trampolim da sua nova comédia, foi apresentado por Ed Sullivan em uma apresentação do The Hair Piece, e rapidamente reconquistou sua popularidade conforme o público entendia melhor o seu estilo.
Nesse período, ele também aperfeiçoou o que seria um de seus mais conhecidos monólogos, Seven Dirty Words, gravada no Class Clown. Carlin foi preso em 21 de julho de 1972, na Summerfest de Milwaukee, e acusado por violar leis de obscenidade depois de apresentar seu monólogo. O caso, que levou Carlin a se referir às palavras por um tempo como "as Sete de Milwaukee", foi arquivado em dezembro do mesmo ano, com o juiz declarando que o linguajar era indecente, mas que Carlin tinha a liberdade de usá-lo, desde que não causasse confusão. Em 1973, um homem reclamou com a Federal Communications Commission depois de ouvir com seu filho um monólogo semelhante, Filthy Words, do Occupation: Foole, transmitida numa tarde pela estação WBAI, da Pacifica Foundation, em Nova Iorque. A Pacifica Foundation recebeu uma advertência da FCC, que visava multar a empresa por violar os regulamentos que proibiam a transmissão de material "obsceno". A Suprema Corte dos Estados Unidos aprovou a ação da FCC por 5 votos a 4, afirmando que o monólogo era "indecente, mas não obsceno", e que a FCC tinha direito de proibir tais transmissões durante horários que poderiam ter crianças entre os espectadores. A documentação da corte contém a transcrição completa do monólogo.
| George Carlin                                                         | Merda, porra, foda, buceta, filho da puta, cuzão e cacete. Essas são as sete palavras pesadas. Essas são as que vão infectar sua alma, curvar sua coluna e impedir que o país ganhe a guerra. | George Carlin |
| — George Carlin, Class Clown, durante seu monólogo Seven Dirty Words' | |               |

A controvérsia apenas aumentou a fama de Carlin, que, mais tarde, expandiu o tema "palavras feias" com um final quase interminável em sua apresentação. Na versão da HBO, no especial Carlin at Carnegie, da temporada 1982-1983, a rotina acaba com sua voz sumindo, acompanhada dos créditos e uma lista de 49 páginas da web organizadas por assunto abrangendo sua "Lista incompleta de palavras grosseiras".
Foi durante uma apresentação, uma recapitulação de seu monólogo Seven Dirty Words, que Carlin descobriu que seu álbum de comédia FM & AM havia ganhado o Grammy. No meio da sua apresentação no álbum Occupation: Foole, é possível ouvi-lo agradecer a alguém por entregar um papel e, então, exclamar um palavrão, anunciando orgulhosamente seu prêmio ao público.
Carlin apresentou a transmissão de estreia do Saturday Night Live da NBC, em 11 de outubro de 1975, o único episódio até 2007 no qual, por solicitação própria, o apresentador não se envolveu nas cenas. Ele também apresentou o SNL em 10 de novembro de 1984 e apareceu em diversas cenas. Na temporada seguinte, 1976-1977, Carlin também apareceu regularmente na série de televisão Tony Orlando & Dawn, da CBS.
Carlin, inesperadamente, parou de se apresentar regularmente em 1976, quando sua carreira parecia estar no auge. Nos próximos cinco anos, ele raramente apresentou alguma comédia stand-up, apesar de nessa época ter começado a fazer especiais para a HBO como parte da sua série On Location. Mais tarde, revelou ter sofrido o primeiro de seus três ataques cardíacos durante seu período de pausa. Seus dois primeiros especiais da HBO foram lançados em 1977 e 1978.

### Décadas de 1980 e 1990
Em 1981, Carlin retornou aos palcos, lançando A Place for My Stuff e retornando para a HBO e Nova Iorque com o especial de televisão Carlin at Carnegie, gravado no Carnegie Hall e transmitido durante a temporada de 1982-1983. Carlin continuou fazendo especiais da HBO quase todo ano durante os 15 anos seguintes. Todos os seus álbuns dessa época em diante são especiais para a HBO.

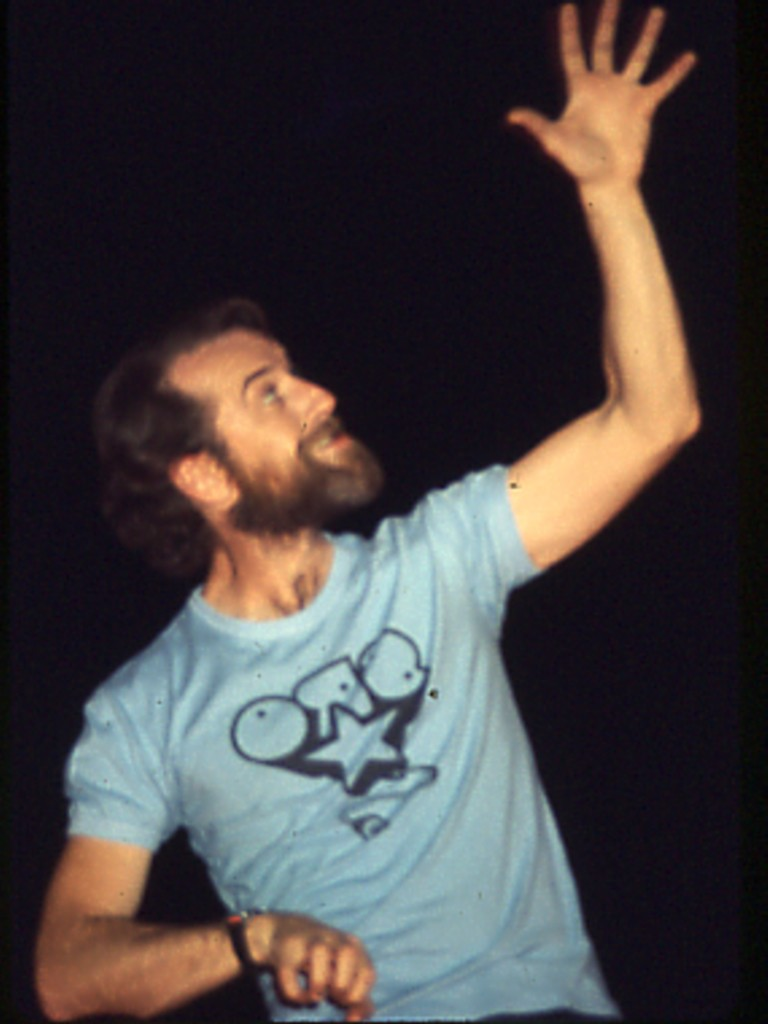
Durante apresentação em Harrisburg, Pensilvânia

Sua carreira de ator foi recebida com um grande papel na comédia Outrageous Fortune, de 1987, estrelando Bette Midler e Shelley Long. Foi seu primeiro papel notório, depois de diversos papéis menores em séries de televisão. Interpretando o errante Frank Madras, o papel zombava do efeito prolongado da contracultura de 1960. Em 1989, ele ganhou popularidade com uma nova geração de jovens quando interpretou Rufus, o mentor viajante do tempo dos principais personagens de Bill & Ted's Excellent Adventure. Em 1991, ele narrou a versão americana do show infantil Thomas the Tank Engine and Friends, um papel que durou até 1998. Ele interpretou Mr. Conductor no show infantil da PBS, Shining Time Station, que apresentou Thomas the Tank Engine de 1991 à 1993, assim como os especiais de TV Shining Time Station em 1995 e Mr. Conductor's Thomas Tales em 1996. Ainda em 1991, Carlin recebeu um grande papel como coadjuvante no filme The Prince of Tides, que estrelava Nick Nolte e Barbra Streisand.
Em 1993, iniciou um sitcom semanal para a Fox, The George Carlin Show, interpretando o motorista de táxi George O'Grady, em Nova Iorque. O show, criado e escrito pelo cocriador de Os Simpsons, Sam Simon, teve 27 episódios até dezembro de 1995.
Em seu livro final, publicado postumamente, Last Words, Carlin disse o seguinte sobre The George Carlin Show: "Eu me diverti bastante. Eu nunca ri tanto, com tanta frequência e com tanta vontade quanto com o resto da equipe, Alex Rocco, Chris Rich e Anthony Starke. Havia um senso de humor muito estranho e muito bom naquele palco. O maior problema, no entanto, era que Sam Simon era uma pessoa horrível. Muito, muito engraçado, extremamente inteligente e brilhante, mas uma pessoa infeliz, que tratava as outras muito mal. Eu fiquei extremamente feliz quando o show foi cancelado. Eu estava frustrado por aquilo ter me desviado do meu verdadeiro trabalho".
Em 1997, seu primeiro livro em capa dura, Brain Droppings, foi publicado e vendeu mais de 750 000 cópias até 2001.[carece de fontes?] Carlin foi homenageado no Aspen Comedy Festival de 1997 com uma retrospectiva, George Carlin: 40 Years of Comedy, apresentado por Jon Stewart.
Em 1999, Carlin atuou em um papel coadjuvante como um satírico cardeal católico no filme Dogma, de Kevin Smith. Ele trabalhou com Smith novamente com uma breve participação em Jay and Silent Bob Strike Back, e mais tarde interpretou um atípico papel sério em Jersey Girl, como o pai do personagem de Ben Affleck.

### Década de 2000

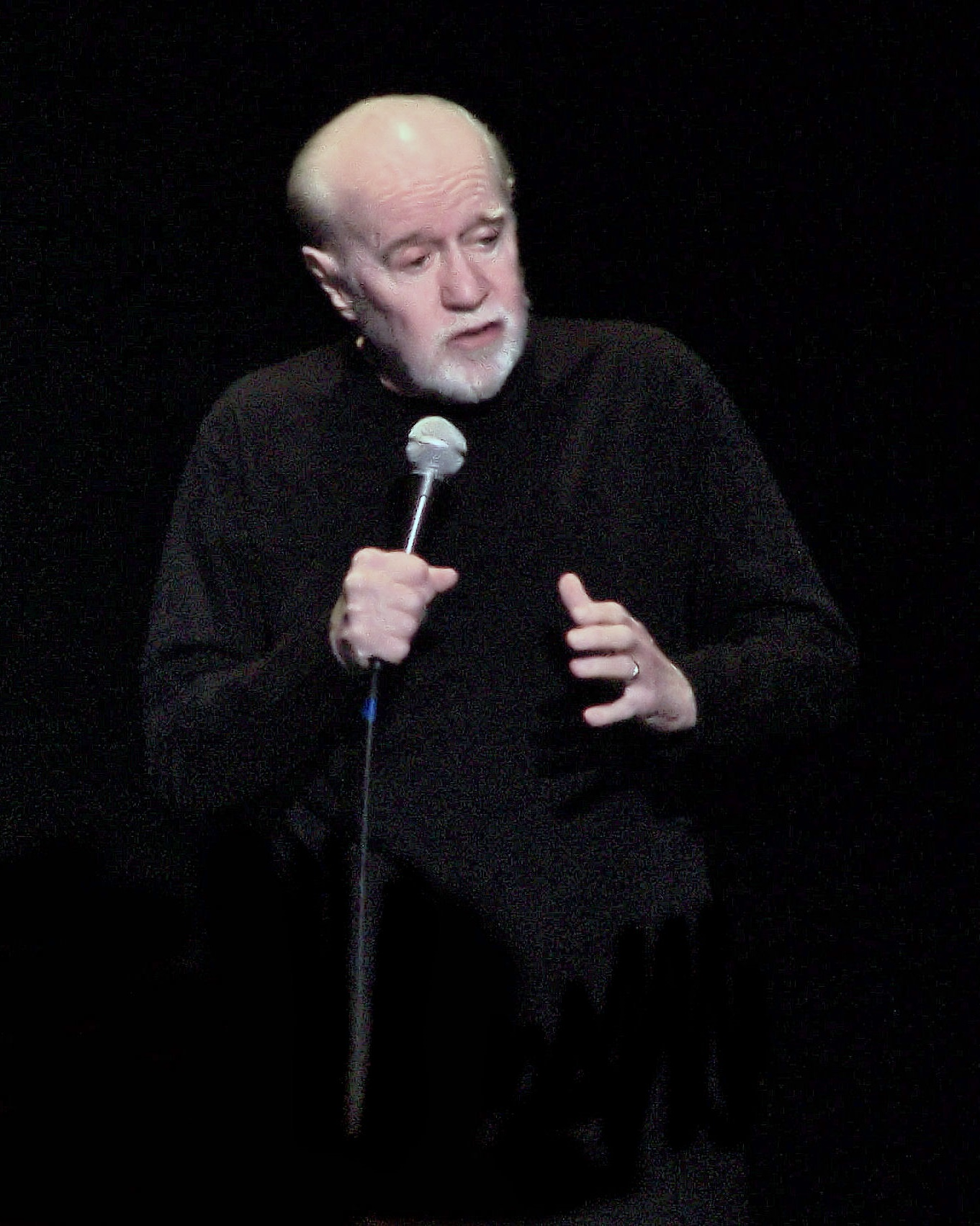
Carlin em 2008, o ano de sua morte.

Em 2001, Carlin recebeu o Lifetime Achievement Award no 15° American Comedy Awards.
Por anos, Carlin realizou sua rotina regularmente em Las Vegas, mas em 2005 foi demitido de sua posição no MGM Grand Hotel em Las Vegas, Nevada, depois de uma confusão com sua audiência. Depois de uma rotina muito mal recebida, cheia de referências a atentados suicidas e decapitações, Carlin disse que não aguentava mais esperar "para sair daquele hotel" e de Las Vegas, afirmando que queria voltar para o leste, "onde as pessoas de verdade estão". Ele continuou a insultar sua audiência, dizendo:
Um membro da audiência gritou de volta, dizendo a Carlin que ele deveria "parar de nos insultar", a quem Carlin respondeu, "Thank you very much, whatever that was. I hope it was positive; if not, well, blow me." Ele foi imediatamente demitido pela MGM Grand e, logo depois, anunciou que entraria em reabilitação por seu vício em álcool e analgésicos.
Carlin começou um tour durante a primeira metade de 2006, seguindo o lançamento de seu 13° especial da HBO, em 5 de novembro de 2005, intitulado Life is Worth Losing, que foi transmitido ao vivo do Beacon Theatre, em Nova Iorque, onde afirmou, ao iniciar: "Eu estou no 341° dia de sobriedade", referindo-se à reabilitação. Os temas abordados incluíam suicídio, desastres naturais, canibalismo, genocídio, sacrifício humano, ameaças às liberdades civis nos Estados Unidos e é possível criar um argumento de que os humanos são inferiores a outros animais.
Em 1 de fevereiro de 2006, durante seu show Life is Worth Losing, no Tachi Palace Casino, em Lemoore, Califórnia, Carlin contou à plateia que havia passado seis semanas no hospital por "insuficiência cardíaca" e "pneumonia", citando essa apresentação como seu "primeiro show de volta".
Carlin deu voz a Fillmore, um personagem da animação Carros, da Disney/Pixar, que foi lançada nos cinemas em 9 de junho de 2006. O personagem Fillmore, que é apresentado como um hippie antiestablishment, é uma Kombi com pintura psicodélica cuja placa era "51237", o aniversário de Carlin e o CEP de George, Iowa. Em 2007, Carlin deu voz ao mago de Happily N'Ever After, junto com Sarah Michelle Gellar, Freddie Prinze Jr., Andy Dick e Wallace Shawn. O filme foi seu último.
O último especial de stand-up de Carlin para a HBO, It's Bad for Ya, foi transmitido ao vivo em 1 de março de 2008, no Wells Fargo Center for the Arts, em Santa Rosa, Califórnia. Os temas do especial incluíam "Besteirol Americano", "Direitos", "Morte", "Velhice" e "Educação Infantil". Em sua rotina, ele trouxe à tona muitos dos problemas encontrados nos Estados Unidos, e disse ao público para enxergar por trás de toda a "besteira" do mundo e para "aproveitar o carnaval". Carlin havia trabalhado no seu novo material havia vários meses antes de começar as apresentações por todo o país.

## Vida pessoal
Em 1961, Carlin se casou com Brenda Hosbrook (5 de agosto de 1936 - 11 de maio de 1997), a quem conheceu durante um tour no ano anterior. O casal teve uma filha, Kelly, nascida em 15 de junho de 1963. Em 1971, George e Brenda renovaram seus votos de casamento em Las Vegas. Brenda morreu de câncer no fígado um dia antes do aniversário de 60 anos de Carlin, em 1997.
Carlin se casou, novamente, com Sally Wade em 24 de junho de 1998, e o casamento durou até sua morte, dois dias antes de seu aniversário de 10 anos de casamento.
Carlin não votava e frequentemente criticava as eleições como uma ilusão de escolha. Ele disse que votou pela última vez em George McGovern, que concorreu à presidência contra Richard Nixon em 1972.

## Religião
Apesar de ter sido criado como católico romano, o que ele descreve de maneira anedótica nos álbuns FM & AM e Class Clown, Carlin era ateu e denunciava a ideia de Deus. Ele descreveu sua opinião sobre os defeitos da religião organizada em entrevistas e apresentações, especialmente com suas rotinas "Religion" e "There Is No God", que podem ser ouvidas em You Are All Diseased. Suas visões sobre religião também são mencionadas no seu último stand-up para a HBO, It's Bad for Ya, onde zombou do ato de jurar sobre a Bíblia como "besteira", "faz de conta" e "coisa de criança". Também durante It's Bad for Ya, Carlin apontou as diferenças nos tipos de chapéus que as religiões proíbem ou exigem como parte de suas práticas. Ele menciona que nunca faria parte de um grupo que requer ou proíbe o uso de chapéus.
Carlin também brincou em seu segundo livro, Brain Droppings, dizendo que adorava o Sol, sendo um dos motivos o fato de que podia enxergá-lo. Isso foi mencionado mais tarde em You Are All Diseased, junto com a afirmação de que rezava para Joe Pesci (um amigo próximo), pois "ele é um bom ator" e "parece ser o tipo de cara que resolve os problemas!".
Em seu especial para a HBO, Complaints and Grievances, Carlin introduziu os "Dois Mandamentos".

## Temas
O material de Carlin cai em uma de três categorias autodescritas: "o pequeno mundo" (humor observacional), "o grande mundo" (comentários sociais), e as peculiaridades da língua Inglesa (eufemismos, jogo de palavras, repetições, jargões), todos compartilhando o tema geral de (em suas palavras) "besteirol humano", o que pode incluir homicídio, genocídio, guerra, estupro, corrupção, religião e outros aspectos da civilização humana. Ele era conhecido por misturar humor observacional com muitos comentários sociais. Frequentemente tratava esses assuntos de uma maneira misantrópica e niilista, incluindo sua declaração durante o show Life is Worth Losing:
A linguagem era um foco frequente no trabalho de Carlin. Eufemismos que, em sua opinião, tentavam distorcer e mentir, e o uso de linguagem que ele achava pomposa, presunçosa ou boba eram alvos das suas rotinas. Quando questionado no Inside the Actors Studio sobre o que o empolgava, ele respondeu "ler sobre linguagem." Quando questionado sobre o que o deixava mais orgulhoso sobre sua carreira, ele respondeu o número de livros que havia vendido, que na época somava quase um milhão de cópias.
Carlin também dava atenção especial a assuntos proeminentes da cultura americana e da cultura ocidental, como a obsessão por fama e celebridade, consumismo, cristianismo, alienação política, controle corporativista, hipocrisia, criação de filhos, dieta fast-food, redes de notícias, publicações de autoajuda, patriotismo cego, tabus sexuais, alguns usos de tecnologia e vigilância e a posição pro-life, entre muitos outros.

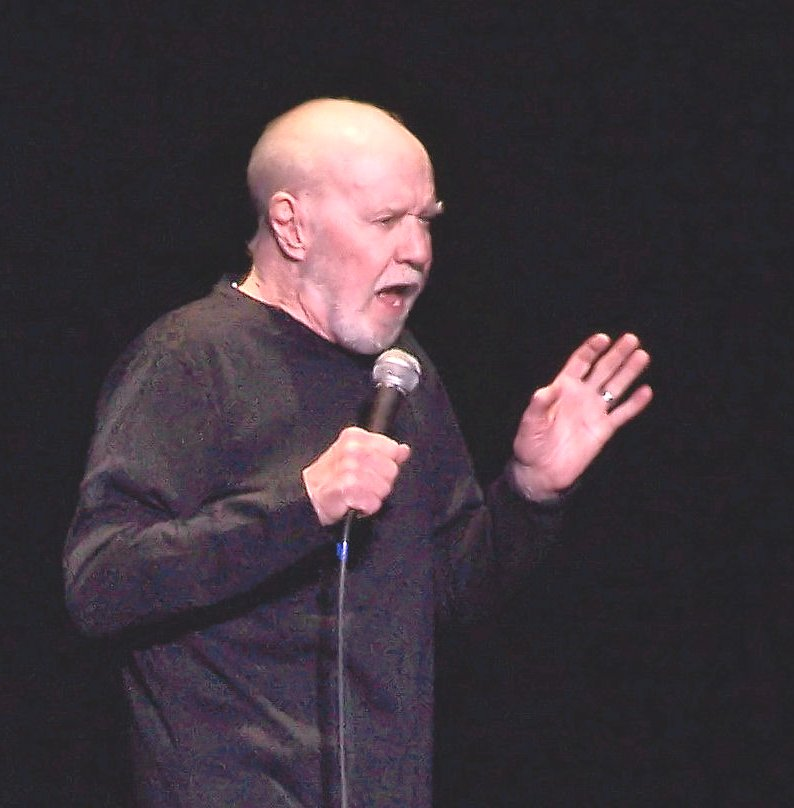
George Carlin em Trenton, New Jersey. 4 de Abril de 2008

Carlin dizia abertamente em seus shows e entrevistas que o propósito de sua existência era entreter, que ele "estava aqui pelo espetáculo". Ele professou um caloroso schadenfreude em assistir o rico espectro da humanidade destruir vagarosamente, em sua estimativa, seu próprio design, dizendo "Quando nasce, você recebe um ingresso para o show de horrores. Quando nasce nos Estados Unidos, você se senta na primeira fila". Ele reconhecia que isso era algo muito egoísta, especialmente já que incluía grande parte das catástrofes humanas como entretenimento. Em sua apresentação You Are All Diseased, ele elaborou o tema, dizendo ao público "Eu sempre estive disposto a me colocar em grande perigo pelo bem do entretenimento. E eu sempre estive disposto a colocar vocês em grande perigo pelo mesmo motivo!".
Na mesma entrevista, ele recontou sua experiência em um terremoto na Califórnia, no início da década de 1970, como "uma ida a um parque de diversões. Sério, eu acho que é maravilhoso perceber que você não tem absolutamente nenhum controle, e observar o armário se mover ao redor do quarto, indefeso, é muito divertido."
Uma rotina do especial da HBO de 1999, You Are All Diseased, que focava em segurança nos aeroportos, levou ao seguinte comentário: "Arrisquem-se! Ponham um pouco de diversão em suas vidas! A maioria dos americanos são moles e medrosos e sem imaginação, e eles não percebem que existe uma coisa chamada diversão perigosa, e eles certamente não reconhecem um bom espetáculo quando veem um."
Junto com jogo de palavras e brincadeiras sobre sexo, Carlin sempre incluía política como parte de seu material. Em meados da década de 1980, ele havia se tornado um crítico social estridente, atacando ambos conservadores e liberais em seu especial da HBO e na compilação do seu material em forma de livro. Seus espectadores da HBO assistiram a uma zombaria especialmente afiada com seu comentário sobre a administração de Ronald Reagan durante o especial de 1988, What Am I Doing In New Jersey?, transmitido ao vivo do Park Theatre, em Union City, New Jersey.

## Morte e legado
Carlin teve um histórico de problemas cardíacos que abrangeu várias décadas, incluindo três ataques cardíacos (em 1978, 1982 e 1991), uma arritmia que exigiu um procedimento de ablação em 2003 e um episódio de insuficiência cardíaca no fim de 2005. Ele passou por angioplastia duas vezes para reabrir artérias. Em 2005, ele entrou para uma clínica de reabilitação química para o tratamento de vícios em álcool e vicodin.
Em 22 de junho de 2008, Carlin foi recebido no Saint John's Health Center, em Santa Mônica, depois de sentir dores no peito, e morreu pouco depois de insuficiência cardíaca. Ele tinha 71 anos. Sua morte ocorreu uma semana depois de sua última apresentação no The Orleans Hotel and Casino, em Las Vegas, com outros shows ainda agendados em seu itinerário. Seguindo sua vontade, ele foi cremado e suas cinzas foram espalhadas, e nenhuma cerimônia pública ou religiosa foi realizada.
Em sua homenagem, a HBO transmitiu 11 de seus 14 especiais entre 25 e 28 de junho, incluindo uma maratona de 12 horas no seu canal HBO Comedy. A NBC programou uma retransmissão do primeiro episódio de Saturday Night Live, em qual Carlin era o apresentador. Ambos o Sirius Satellite Radio e o XM Satellite Radio transmitiram uma maratona das gravações de George Carlin no dia seguinte à sua morte. Larry King dedicou seu programa do dia 23 de junho completamente em tributo a Carlin, com entrevistas com Jerry Seinfeld, Bill Maher, Roseanne Barr e Lewis Black, além da filha de Carlin, Kelly, e do irmão, Patrick.
Em 24 de junho, The New York Times publicou um editorial sobre Carlin escrito por Seinfeld. O cartunista Garry Trudeau prestou tributo em sua tirinha Doonesbury, em 27 de julho.
Quatro dias antes de sua morte, o John F. Kennedy Center for the Performing Arts havia homenageado Carlin com seu Mark Twain Prize for American Humor. A premiação foi realizada em Washington, D.C., em 10 de novembro, tornando Carlin o primeiro a recebê-la postumamente. Dentre os comediantes que o prestigiaram na cerimônia, estavam Jon Stewart, Bill Maher, Lily Tomlin (vencedora anterior do prêmio Twain Humor), Lewis Black, Denis Leary, Joan Rivers e Margaret Cho.
Louis C.K. dedicou seu especial de stand-up Chewed Up a Carlin, e Lewis Black dedicou a segunda temporada inteira de Lewis Black's Root of All Evil a ele.
Por vários anos, Carlin compilou e escreveu sua autobiografia, para ser lançada juntamente com um show na Broadway, provisoriamente chamado New York City Boy. Após sua morte, Tony Hendra, seu colaborador em ambos os projetos, editou a autobiografia para lançamento como Last Words (ISBN 1-4391-7295-1). O livro, que mostra grande parte da vida e dos planos futuros de Carlin, foi publicado em 2009. A edição de áudio foi narrada pelo irmão de Carlin, Patrick.
O texto do show que ele planejava realizar está programado para ser lançado em capa dura em 2011, sob o título New York Boy.
The George Carlin Letters: The Permanent Courtship of Sally Wade, da viúva de Carlin, publicado em março de 2011, é uma coleção de textos não publicados de Carlin e criados no período de 10 anos de seu relacionamento com ela.
Em 2008, a filha de Carlin, Kelly Carlin-McCall, anunciou planos de publicar uma "história oral" — uma coleção de histórias dos amigos e família de Carlin, mas indicou que o projeto havia sido arquivado em favor da conclusão de seu próprio livro de memórias.

## Filmografia
| Ano  | Filme |
| ---- | --- |
| 1968 | With Six You Get Eggroll                                                                                              |
| 1976 | Car Wash |
| 1979 | Americathon |
| 1987 | Outrageous Fortune |
| 1989 | Bill & Ted's Excellent Adventure (br: Bill & Ted - Uma Aventura Fantástica / pt: A Fantástica Aventura de Bill e Ted) |
| 1990 | Working Trash |
| 1991 | Bill & Ted's Bogus Journey (br: Bill & Ted - Dois Loucos no Tempo / pt: Bill e Ted no Outro Mundo)                    |
| 1991 | The Prince of Tides                                                                                                   |
| 1991 | The Little Engine That Could (voice)                                                                                  |
| 1999 | Dogma |
| 2001 | Jay and Silent Bob Strike Back (br: O Império (do Besteirol) Contra-Ataca)                                            |
| 2003 | Scary Movie 3 (br: Todo Mundo em Pânico 3 / pt: Scary Movie 3 - Outro Susto de Filme)                                 |
| 2004 | Jersey Girl (br: Menina dos Olhos / pt: Era Uma Vez Um Pai)                                                           |
| 2005 | The Aristocrats (film)                                                                                                |
| 2005 | Tarzan II - voz |
| 2006 | Cars (br/pt: Carros)                                                                                                  |
| 2007 | Happily N'Ever After (pt: E Não Viveram Felizes para Sempre / br: Deu a Louca na Cinderela) - voz                     |

## Especiais da HBO
| Especial                          | Ano  |
| --------------------------------- | ---- |
| On Location: George Carlin at USC | 1977 |
| George Carlin: Again!             | 1978 |
| Carlin at Carnegie                | 1982 |
| Carlin on Campus                  | 1984 |
| Playin' with Your Head            | 1986 |
| What Am I Doing in New Jersey?    | 1988 |
| Doin' It Again                    | 1990 |
| Jammin' in New York               | 1992 |
| Back in Town                      | 1996 |
| George Carlin: 40 Years of Comedy | 1997 |
| You Are All Diseased              | 1999 |
| Complaints and Grievances         | 2001 |
| Life Is Worth Losing              | 2005 |
| It's Bad for Ya                   | 2008 |

- "All My Stuff", um box com vários shows (excluindo George Carlin: 40 Years of Comedy) com material bônus de setembro de 2007

## Influências

### Influências de George Carlin
A lista de influências de George Carlin inclui: Danny Kaye, Jonathan Winters, Lenny Bruce, Richard Pryor, Jerry Lewis, Marx Brothers, Mort Sahl, Spike Jones, Ernie Kovacs, Ritz Brothers e Monty Python

### Influenciados por George Carlin
A lista de influenciados por George Carlin inclui: Chris Rock, Jerry Seinfeld, Louis C.K., Bill Cosby, Lewis Black, Jon Stewart, Stephen Colbert, Bill Maher, Patrice O'Neal, Adam Carolla, Colin Quinn, Steven Wright, Mitch Hedberg, Russell Peters, Jay Leno, Ben Stiller e Kevin Smith.